# Laura Smet

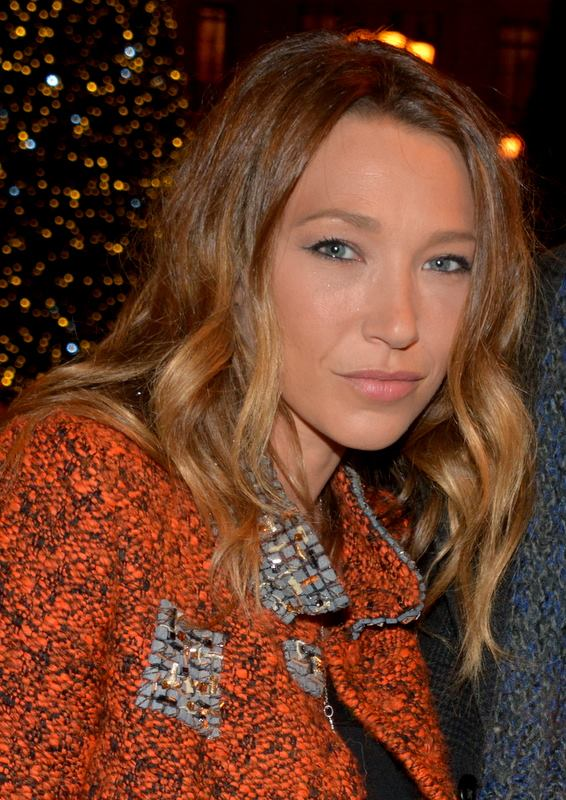
Laura Smet 2015

Laura Smet (* 15. November 1983 in Neuilly-sur-Seine) ist eine französische Schauspielerin.

## Leben
Laura Smet wurde 1983 in der Nähe von Paris als Tochter des Sängers Johnny Hallyday (bürgerlicher Name Jean-Philippe Smet) und der Schauspielerin Nathalie Baye geboren. Ihre Eltern trennten sich drei Jahre später und sie wuchs bei ihrer Mutter auf. Einer ihrer Taufpaten ist der Sänger und Schauspieler Eddy Mitchell. Nachdem sie im Alter von sechzehn Jahren die Schule verlassen hatte, wandte sich Smet der Schauspielerei zu und besuchte den Unterricht des Schauspielers Raymond Acquaviva. Im Sommer 2002 nahm sie an einem Workshop für junge Filmschaffende teil, der es bisher wenig bekannten, emporstrebenden Regisseuren ermöglichte, ihr jeweiliges Projekt erfolgreich zu Ende zu bringen. Hier spielte Smet unter anderem auch an der Seite von Kristin Scott Thomas im Pilotfilm von Joo Jihongs Happy End.
Ihre erste Filmrolle erhielt sie durch Olivier Assayas, der Smet an seinen Regiekollegen Xavier Giannoli weiterempfahl. Im Jahr 2003 spielte sie in Giannolis Drama Es brennt in mir die Hauptrolle der krebskranken Charlotte, die sich auf eine Dreiecksbeziehung mit ihrem Freund, dem wortkargen Jurastudenten Paul (gespielt von Nicolas Duvauchelle), und ihrer Cousine einlässt. Für ihre Darstellung wurde Laura Smet von der Kritik gelobt und sie erhielt 2004 eine Nominierung für den César als beste Nachwuchsdarstellerin, Frankreichs nationalen Filmpreis, sowie den Romy-Schneider-Preis.
Nach dem Erfolg mit ihrem ersten Film erschien Laura Smet 2003 in einer tragenden Nebenrolle in Frédéric Fonteynes Drama Gilles’ Frau, in dem sie die schöne junge Schwester von Emmanuelle Devos mimt. Ein Jahr später agierte sie unter der Regie von Claude Chabrol in Die Brautjungfer, der sie auch einem internationalen Publikum bekannt machte. In dem Thriller ist Benoît Magimel ihr Filmpartner, dem sie einen Mord als Liebesbeweis abverlangt.
Im Jahr 2006 bekleidete Smet, die zu den talentiertesten Nachwuchsschauspielern Frankreichs zählt, eine Nebenrolle in Florence Moncorgé-Gabins Drama La passager de l’été, in dem sie an der Seite von unter anderem François Berléand, Grégori Derangère, Catherine Frot, Samuel Le Bihan und Mathilde Seigner zu sehen war. Im Jahr 2007 folgten Auftritte in drei Filmproduktionen, darunter die Hauptrolle in Pascal Thomas’ Agatha-Christie-Verfilmung L’heure zéro mit Chiara Mastroianni, Melvil Poupaud und Danielle Darrieux. Im selben Jahr musste Smet aufgrund von „gesundheitlichen Problemen und Überanstrengung“ die Dreharbeiten zu Jean-Paul Salomés Historiendrama Les femmes de l’ombre abbrechen. Monate später erklärte Smet, sich aufgrund ihres gestiegenen Alkohol- und Medikamentenkonsums stationär behandeln zu lassen.
Die Schauspielerin ist ein großer Fan von Gena Rowlands und Naomi Watts. Bis 2007 war sie mit dem knapp achtzehn Jahre älteren Schriftsteller Frédéric Beigbeder liiert. Sie wird von ihrem Patenonkel Dominique Besnehard gemanagt, bei dem auch ihre Mutter Nathalie Baye, Anouk Aimée, Eva Green und Sophie Marceau unter Vertrag standen.
Für Aufsehen in der französischen Boulevardpresse sorgte im Jahr 2009 Smets Beziehung zu Julien Delajoux. Dessen Bruder hatte ihren Vater, Johnny Hallyday, an der Bandscheibe operiert, woraufhin es zu medizinischen Komplikationen gekommen war. Anfang Januar 2010 wurde sie laut Medienberichten aufgrund einer schweren Alkohol- und Tablettenvergiftung in ein Pariser Krankenhaus eingeliefert. Smets Agent dementierte diese Nachricht und sprach lediglich von einem „einfachen Schwächeanfall“. Im Januar 2012 wurde Smet in Paris nackt spazieren gehend festgenommen.

## Filmografie (Auswahl)
- 2003: Es brennt in mir (Les corps impatients)
- 2003: Gilles’ Frau (La femme de Gilles)
- 2004: Die Brautjungfer (La demoiselle d’honneur)
- 2006: La passager de l’été
- 2007: In der Glut der Sonne (UV)
- 2007: L’heure zéro
- 2007: Unwiderstehlich (Sang froid)
- 2007: Crosse (Kurzfilm)
- 2008: Vor dem Morgengrauen (La Frontière de l’aube)
- 2009: Des gens qui passent (TV)
- 2010: Insoupçonnable
- 2010: Pauline et François
- 2014: Yves Saint Laurent
- 2014: 96 heures
- 2015: Call My Agent! (Dix pour cent, Fernsehserie, Folge 1x03)
- 2017: Die Frau mit Vergangenheit (La bête curieuse)
- 2017: Imposture
- 2017: Die Wächterinnen (Les gardiennes)
- 2017: Carbone
- 2017, 2022: Capitaine Marleau (Fernsehserie, 2 Folgen)
- 2019: La Sainte Famille
- 2020: La Garçonne (Fernsehserie, 6 Folgen)
- 2022: Fauda (Fernsehserie, 2 Folgen)

## Auszeichnungen
- 2004: Étoile d’Or, Beste Nachwuchsdarstellerin, für Es brennt in mir
- 2004: César-Nominierung, Beste Nachwuchsdarstellerin, für Es brennt in mir
- 2004: Romy-Schneider-Preis